# San Giovanni Incarico
San Giovanni Incarico è un comune italiano di 3 026 abitanti della provincia di Frosinone nel Lazio.

## Geografia fisica

### Territorio
San Giovanni Incarico è un comune situato nella parte sud della Valle del Liri.
Il lago di San Giovanni Incarico, di natura artificiale, è stato formato a metà degli anni Quaranta, dalla costruzione di una diga per una centrale idroelettrica sul fiume Liri che attraversava l'intero paese.

### Clima
Classificazione climatica: zona D, 1499 GR/G

## Storia
Si ritiene che il paese sia stato fondato dalla distruzione di Fabrateria Nova da parte dei Longobardi durante metà del V secolo. Gli abitanti di Fabrateria Nova infatti, dopo l'invasione dei longobardi, si rifugiarono sulle pendici dell'attuale Colle Formale (un tempo chiamato Colle San Maurizio) che tuttora domina l'intero paese.
Sulla cima del Colle San Maurizio sorge il santuario della Madonna della Guardia, considerata dalla comunità cristiana di San Giovanni Incarico compatrona del paese, insieme a san Giovanni Battista che è il patrono.
All'inizio del X secolo, mentre il paese era sotto il dominio feudale di Atenolfo II di Gaeta, sul colle sorgeva una piccola chiesa dedicata a san Maurizio, ma questa venne chiusa al culto in seguito all'abbandono. Successivamente il paese, separatosi da Pontecorvo nel 1053, passò sotto la podestà di Riccardo dell'Aquila. Con le invasioni saracene, avvenute durante il secolo XI, sulla sommità del colle vi fu stabilita una vedetta per avvisare in tempo la popolazione di eventuali minacce imminenti. Fu allora che nella chiesa, sorta inizialmente in onore di san Maurizio, vi fu collocata una statua della Madonna, chiamata appunto Madonna della Guardia perché fungesse da guardiana dalle invasioni al piccolo paese.

A partire dal XVI secolo entrò a far parte dei possedimenti della casa Farnese per passare nel secolo XVIII nell'amministrazione degli Stati mediceo farnesiani.
Fino all'unità d'Italia rimase sotto la giurisdizione del Regno delle Due Sicilie, nella regione denominata "Terra di Lavoro". Sulla piazza principale del paese infatti, si può ammirare la fontana cosiddetta "borbonica", fatta erigere da Ferdinando IV di Borbone, come attesta l'iscrizione posta su di essa. Inoltre al confine con il comune di Falvaterra, sono ancora visibili i cippi confinanti che delimitivano il territorio dello Stato Pontificio da quello del Regno di Napoli.

### Simboli
Nello stemma comunale sono rappresentati san Giovanni Battista e un agnello, posti su una campagna diminuita di rosso.
Il gonfalone è un drappo bianco con la bordatura di azzurro.

## Monumenti e luoghi d'interesse
- Chiesa parrocchiale di San Giovanni Battista
- Santuario Madonna della Guardia
- Palazzo baronale Cayro-Santoro
- Torre quadrangolare e centro storico
- Fontana borbonica

### Aree naturali
- Riserva naturale Antiche Città di Fregellae e Fabrateria Nova e del Lago di San Giovanni

## Società

Foto di inizio XIX secolo mostrante torri petrolifere in legno dell'area mineraria di San Giovanni Incarico

### Evoluzione demografica
Abitanti censiti

### Religione
La popolazione professa per la maggior parte la religione cattolica nell'ambito della diocesi di Sora-Cassino-Aquino-Pontecorvo

## Economia
Di seguito la tabella storica elaborata dall'Istat a tema Unità locali, intesa come numero di imprese attive, ed addetti, intesi come numero di addetti delle imprese locali attive (valori medi annui).
|                       | 2015                  |                              |                            |                |                       |                     | 2014                  |                | 2013                  |                |
| --------------------- | --------------------- | ---------------------------- | -------------------------- | -------------- | --------------------- | ------------------- | --------------------- | -------------- | --------------------- | -------------- |
|                       | Numero imprese attive | % Provinciale Imprese attive | % Regionale Imprese attive | Numero addetti | % Provinciale Addetti | % Regionale Addetti | Numero imprese attive | Numero addetti | Numero imprese attive | Numero addetti |
| San Giovanni Incarico | 117                   | 0,35%                        | 0,03%                      | 243            | 0,23%                 | 0,02%               | 109                   | 232            | 122                   | 252            |
| Frosinone             | 33 605                |                              | 7,38%                      | 106 578        |                       | 6,92%               | 34 015                | 107 546        | 35 081                | 111 529        |
| Lazio                 | 455 591               |                              |                            | 1 539 359      |                       |                     | 457 686               | 1 510 459      | 464 094               | 1 525 471      |

Nel 2015 le 117 imprese operanti nel territorio comunale, che rappresentavano lo 0,35% del totale provinciale (33 605 imprese attive), hanno occupato 243 addetti, lo 0,23% del dato provinciale; in media, ogni impresa nel 2015 ha occupato due addetti (2,08).

## Infrastrutture e trasporti

### Ferrovie
|  | È raggiungibile dalla stazione di Isoletta-San Giovanni Incarico. |

## Amministrazione
Nel 1927, a seguito del riordino delle circoscrizioni provinciali stabilito dal regio decreto n. 1 del 2 gennaio 1927, per volontà del governo fascista, quando venne istituita la provincia di Frosinone, San Giovanni Incarico passò dalla provincia di Caserta a quella di Frosinone.
Fa parte della Comunità Montana XVI Monti Ausoni di Pico.